# Fortanete
Fortanete is een gemeente in de Spaanse provincie Teruel in de regio Aragón met een oppervlakte van 168,21 km². Fortanete telt 204 inwoners (1 januari 2016).

## Demografische ontwikkeling
Bron: INE, 1857-2011: volkstellingen